# Récit
Pour les articles homonymes, voir Récit (homonymie).
 (janvier 2010).
Un récit ou intrigue est une forme littéraire consistant à mettre dans un ordre arbitraire et spécifique certains des faits d’une histoire. Pour une même histoire, différents récits sont donc possibles. Un célèbre exemple est le mythe, dont la pièce d’un puzzle  Œdipe roi constitue l’un des multiples récits possibles.
Le récit s'oppose à l'histoire, laquelle est parfois définie comme la succession chronologique de faits se rapportant à un sujet donné. Walter Benjamin suggère d'opposer le récit au roman, en disant que le premier est une œuvre créée et lue de façon «coopérative» qui reste ouverte sans être complète, alors que le second est une œuvre individuelle complétée. Le récit se délivre sans explications, son interprétation étant laissée à la liberté de chaque auditeur ou lecteur, qui peut le reprendre à son aise. Le récit a un « pouvoir germinatif », c'est-à-dire capable de transmettre une expérience. Mais Benjamin craint que par le développement de l'information dans le récit, en la chargeant d'explications, elle ne se referme sur elle-même.
La mise en récit de thèses saugrenues ou de théories complotistes contribue à les rendre plus crédibles. Une affirmation est en effet évaluée beaucoup plus positivement lorsqu'elle est scénarisée, et encore plus lorsqu'elle se base sur un « effet de dévoilement », c'est-à-dire lorsque le récit met en cohérence des éléments intrigants qui paraissaient disparates jusque-là. Cette manipulabilité des croyances fondée sur le récit est appelée « effet Othello » par le linguiste M. Piattelli Palmarini (it). En « théorie du récit » (théorie de la littérature) intervient la notion de « narrateur non fiable ».

## Deux définitions complémentaires
Les différents narratologues donnent habituellement deux définitions complémentaires du récit, l’une formelle et l’autre pragmatique, ces deux aspects recouvrant partiellement ce que D. Herman désigne avec les termes « narrativehood » (narrativité intrinsèque du récit) et « narrativity » (jugement de narrativité par un interprète).

### Définition formelle
La première définition repose sur la description du récit comme un type de représentation organisant deux niveaux de séquentialité. Ainsi, pour Emma Kafalenos, le récit est la « représentation séquentielle d’événements séquentiels, fictionnels ou autres, dans n’importe quel medium ». Cette définition insiste à la fois sur la grande variété des supports du récit et sur l’importance de tenir compte d’un double niveau de séquentialité propre à toute narration, niveaux désignés, suivant les terminologies, par les termes « histoire-récit », ou « raconté-racontant », ou « fabula-sujet ». En outre, si l’on associe souvent le récit à ses manifestations littéraires ou romanesques, il est important de ne pas réduire sa portée aux seules productions écrites et fictionnelles.

« C’est d’abord une variété prodigieuse de genres, eux-mêmes distribués entre des substances différentes, comme si toute matière était bonne à l’homme pour lui confier ses récits : le récit peut être supporté par le langage articulé, oral ou écrit, par l’image, fixe ou mobile, par le geste et par le mélange ordonné de toutes ces substances ; il est présent dans le mythe, la légende, la fable, le conte, la nouvelle, l’épopée, l’histoire, la tragédie, le drame, la comédie, la pantomime, le tableau peint (que l’on pense à la Sainte-Ursule de Carpaccio), le vitrail, le cinéma, les comics, le fait divers, la conversation. »

— Roland Barthes, 1966

### Définition pragmatique
La deuxième définition, adoptant un point de vue pragmatique, les définitions du récit mettent l'accent sur l’acceptabilité de la représentation dans un contexte interactif. Ainsi, quand nous lisons une notice de montage ou une recette de cuisine, nous sommes bien confrontés à la représentation séquentielle d'une séquence d'actions, et pourtant nous ne considérons pas ces textes comme des récits à proprement parler. Sur ce dernier point, la « racontabilité » (tellability) du récit dépendrait, en dehors de facteurs purement contextuels et culturels, de facteurs déterminant une forme spécifique de l’histoire racontée ou de sa représentation. Les approches cognitivistes insistent sur l’importance de la rupture (breach) d’une régularité (canonicity) qui aurait pour fonction de nouer la séquence actionnelle (complication) et de fonder sa racontabilité (tellability).

Ainsi que le résume Teun A. van Dijk : 

« Il existe une exigence sémantique/pragmatique selon laquelle les actions ou événements d’une COMPLICATION doivent être “importants” ou “intéressants”. Ainsi, le fait que j’ouvre la porte de ma maison ne constituera pas en général une COMPLICATION possible d’un récit. »

À l'inverse, « lorsqu’un événement inattendu survient ou qu’un obstacle surgit, le déroulement des faits ne suit pas un décours habituel. Cette situation devient un objet potentiel de narration. » On peut aussi montrer que l’intérêt de l’histoire dépend de la multiplicité de ses développements virtuels, qui représentent autant d'histoires possibles enchâssées (embedded stories) dans une histoire effective.
Toujours dans une veine fonctionnelle, mais en tenant compte cette fois des différentes combinaisons possibles entre la séquentialité des événements racontés et celle du racontant, Sternberg[Qui ?] a associé trois intérêts narratifs élémentaires à la définition de la narrativité :

« Je définis la narrativité comme le jeu du suspense, de la curiosité et de la surprise entre le temps représenté et le temps de la communication (quelle que soit la combinaison envisagée entre ces deux plans, quel que soit le medium, que ce soit sous une forme manifeste ou latente). En suivant les mêmes lignes fonctionnelles, je définis le récit comme un discours dans lequel un tel jeu domine : la narrativité passe alors d’un rôle éventuellement marginal ou secondaire […] au statut de principe régulateur, qui devient prioritaire dans les actes de raconter/lire. »

— M. Sternberg 1992, p. 529
Il est possible d’associer ces différents facteurs cognitifs et poétiques déterminant l'intérêt narratif à une forme générale de réticence narrative engendrant une tension qui oriente l’actualisation du récit vers un dénouement incertain. Il faut cependant préciser que cette conception dynamique de l’intrigue ne semble applicable qu’à certains récits jouant ouvertement à intriguer leurs destinataires, et il convient d’ajouter que la racontabilité d’autres narrations (par exemple historiques ou journalistiques) peuvent dépendre de facteurs hétérogènes, par exemple la capacité à échafauder sans détours une configuration explicative pour un événement déjà connu.